# It Takes Two (Computerspiel)
It Takes Two ist ein Action-Adventure des schwedischen Entwicklungsstudios Hazelight Studios, das 2021 von Electronic Arts für die Spielkonsolen PlayStation 4, PlayStation 5, Nintendo Switch und Xbox One sowie PCs mit dem Betriebssystem Microsoft Windows veröffentlicht wurde. Wie A Way Out, der Debüt-Titel von Hazelight, verfügt It Takes Two nicht über eine Einzelspieler-Option; es ist nur im Online- oder lokalen Split-Screen-Koop-Modus zwischen zwei Spielern spielbar.

## Handlung
Das Ehepaar Cody und May will sich nach regelmäßigen Streitigkeiten scheiden lassen. Nachdem sie dies ihrer Tochter Rose mitgeteilt haben, nimmt Rose ihre selbstgebastelten Puppen, die wie ihre Eltern aussehen, mit in den Schuppen der Familie und versucht, ihre Beziehung durch Spielen zu reparieren. Die Eltern finden sich kurz darauf in den Körpern der Puppen gefangen, nachdem eine Träne des Mädchens auf den Puppen landet. Das anthropomorphe Beziehungstherapiebuch Dr. Hakim erklärt May und Cody, dass er den Auftrag erhalten hat, ihre Beziehung zu reparieren, während sie versuchen, Rose zu erreichen.
Zunächst konzentrieren sich Cody und May auf den Versuch, Rose zu erreichen, von der sie hoffen, dass sie einen Weg kennt, sie in ihre menschlichen Körper zurückzubringen. Hakim behindert jedoch ständig ihr Vorankommen und stellt ihnen Hindernisse und Prüfungen in den Weg, um sie zur Zusammenarbeit zu zwingen. Sie treffen dabei auf magische anthropomorphe Versionen ihrer alten Besitztümer, die Cody und May dafür kritisieren, dass sie sowohl ihre Besitztümer als auch Rose schlecht behandelt und vernachlässigt haben. Auf ihrer Reise rund um ihr Anwesen werden Cody und May an die positiven Erinnerungen erinnert, die sie gemeinsam hatten, und an das, was sie ursprünglich zu einem Paar gemacht hat. In der Zwischenzeit tut Rose ihr Bestes, um die Beziehung zwischen ihren Eltern zu verbessern, aber sowohl Codys als auch Mays echte Körper sind bewusstlos geworden und reagieren nicht mehr auf sie. Da sie glaubt, dass ihre Eltern sie ignorieren, kommt Rose zu der Überzeugung, dass sie der Grund für das Scheitern ihrer Ehe ist, und beschließt, wegzulaufen, in der Hoffnung, dass sie dadurch zusammenbleiben.
Nach einer langen Reise bestehen Cody und May schließlich Hakims letzten Test, der darin besteht, das Lied nachzusingen, das May immer gesungen hat. Während May singt, wird die Beziehung zwischen ihr und Cody neu entfacht, und sie küssen sich, was den Bann umkehrt. Sie erwachen in ihren echten Körpern und müssen mit Entsetzen feststellen, dass Rose bereits weggelaufen ist. Glücklicherweise können sie sie an einer nahe gelegenen Bushaltestelle finden und ihr versichern, dass sie nicht der Grund für ihre Streitigkeiten ist und dass sie sie immer lieben werden, egal was passiert. Das Trio kehrt daraufhin mit einer neuen Sichtweise auf seine Beziehung nach Hause zurück.

## Spielprinzip und Technik
It Takes Two ist ein Action-Adventure-Videospiel mit Elementen aus Plattformspielen. Es ist speziell für den kooperativen Mehrspielermodus mit geteiltem Bildschirm konzipiert, was bedeutet, dass es entweder lokal oder online mit einem anderen Spieler gespielt werden muss. Das Spiel enthält eine große Anzahl von Spielmechanismen aus verschiedenen Videospielgenres, die mit der Geschichte und dem Thema des Levels verbunden sind. In einem Level erhält Cody beispielsweise die Fähigkeit, die Zeit zurückzudrehen, während May sich selbst replizieren kann. Die Spieler müssen miteinander kooperieren und diese Fähigkeiten nutzen, um weiterzukommen. Das Spiel bietet auch eine große Anzahl von Minispielen.

## Rezeption
It Takes Two hat national und international gute bis sehr gute Bewertungen erhalten. Die Rezensionsdatenbank Metacritic aggregiert für die PlayStation-5-Version 48 Rezensionen zu einem Mittelwert von 88.

„Nach dem schon sehr guten A Way Out hatte ich ja mit einem tollen Koop-Spiel gerechnet. Aber mit welcher Wucht It Takes Two Dennis und mich beim Test überrollte, hat mich dann doch überrascht. Denn in diesem Koop-Spiel stimmt buchstäblich fast alles. Die Story ist charmant und humorvoll erzählt, stellenweise sehr clever mit dem Gameplay verwoben, und die Charaktere sind cool. Dadurch, dass das Spiel auch nach vielen Spielstunden immer noch mit neuen Mechaniken, Set-Pieces oder anderen Dingen überraschen kann, war mir in It Takes Two tatsächlich zu keiner einzigen Sekunde langweilig.“

„Hat die Paartherapie bei Dr. Hakim meinen Freund und mich nun enger zusammengeschweißt? Vielleicht nicht, aber sie hat uns unfassbar gut unterhalten. Jede unserer Fähigkeiten und Aufgaben in den abwechslungsreichen Welten wirkt durchdacht und gut ausbalanciert. Es kommen immer neue Mechaniken dazu und auch die freiläufigen Level laden zum Entdecken, Herumalbern und Ärgern ein.“

### Auszeichnungen
| Jahr | Auszeichnung                 | Kategorie                                | Resultat  | Quellen       |
| ---- | ---------------------------- | ---------------------------------------- | --------- | ------------- |
| 2021 | Golden Joystick Awards       | Best Multiplayer Game                    | Gewonnen  | [ 12 ]        |
| 2021 | Golden Joystick Awards       | Ultimate Game of the Year                | Nominiert | [ 12 ]        |
| 2021 | The Game Awards              | Bestes Multiplayer-Spiel                 | Gewonnen  | [ 13 ] [ 14 ] |
| 2021 | The Game Awards              | Bestes familienfreundliche Spiel         | Gewonnen  | [ 13 ] [ 14 ] |
| 2021 | The Game Awards              | Beste Erzählung                          | Nominiert | [ 13 ] [ 14 ] |
| 2021 | The Game Awards              | Beste Regie eines Spiels                 | Nominiert | [ 13 ] [ 14 ] |
| 2021 | The Game Awards              | Players’ Voice                           | Nominiert | [ 13 ] [ 14 ] |
| 2021 | The Game Awards              | Spiel des Jahres                         | Gewonnen  | [ 13 ] [ 14 ] |
| 2022 | Deutscher Computerspielpreis | Bestes Internationales Multiplayer-Spiel | Gewonnen  | [ 15 ]        |

Bis März 2024 wurden über 16 Millionen Einheiten verkauft.